# Kim Thủy, Trịnh Châu
Kim Thủy (tiếng Trung giản thể: 金水区, Hán Việt: Kim Thủy khu) là một quận thuộc địa cấp thị Trịnh Châu (郑州市), tỉnh Hà Nam, Cộng hòa Nhân dân Trung Hoa. Quận này có diện tích 242 km2, dân số 750.000 người. Quận này có các đơn vị hành chính gồm 15 nhai đạo biện sự xứ, 2 trấn. Kinh tế quận Kim Thủy chủ yếu là thương mại, tài chính và dịch vụ.